# Magnus Sveningsson
Johan Magnus Sveningsson, född 4 april 1972 i Falköping, är en svensk musiker och producent. Han är basist i rockgruppen The Cardigans. Han grundade bandet tillsammans med Peter Svensson i oktober 1992. Han var huvudsaklig textförfattare i bandet från starten till och med albumet Gran Turismo 1998. 
2002 gav han på Universal ut sitt första och hittills enda soloalbum under namnet Righteous Boy. Han återstartade år 2006 även The Cardigans gamla skivbolag Trampolene. Första bandet att signa blev Malmö-bandet The Animal Five. Efter arbetet med The Cardigans sista album Super Extra Gravity 2006 har Sveningsson varit aktiv i Malmös musikliv och har stått bakom flera klubbar på rockklubben Debaser. En afton med... blev 2008 av Nöjesguiden utsedd till Malmös bästa klubb. Tillsammans med bland andra Lars-Olof Johansson och Bengt Lagerberg startades countrybandet Up the Mountain som var ett populärt inslag i Debasers sommarscen under flera år. Samma gällde den indie-allsång och husbandet Gubbängen allstars som bland annat också bestod av Sylvester Schlegel från The Ark. 
Mest långlivad var dock Soulklubben Everybody gets lonely sometimes som startades av nämnde Sylvester Schlegel. I husbandet EGLO spelade Magnus bas under de fyra år klubben arrangerades. 
Sveningsson är eller har varit livebasist med följande band och artister som Lotta Wenglén, Christine Owman och Brothers of End. Tillsammans med Erika Rosén, Christine Owman, Lars-Olof Johansson, Tittie Åsberg och Henrik Hoffer bildades psykedeliabandet Dundun. De släppte en 6 låtars mini LP på Margit Music 2013 men upplöstes året efter. 
I april 2014 var Sveningsson exekutiv producent bakom re-releasen av Nina Ramsby och Martin Hederos album Visorna och Jazzen. Dessa släpptes på vinyl om 500 exemplar vardera på Lotta Wengléns label Margit Music
Under 2017 har Magnus Sveningsson spelat in och del-producerat ett eget nytt projekt vid namnet RÅÅ. Albumet Skånes Järnvägar släpptes 10 februari 2018 på den nya labeln Malmö Inre, där även Brothers of End hör hemma. 